# Junkers A 25
Junkers A 25 – niemiecki samolot wielozadaniowy (dolnopłat) produkowany przez firmę Junkers.

## Historia
Junkers A 25 był przeróbką modelu A 20 z 1923 roku. Otrzymał mocniejsze silniki i osiągał większą prędkość maksymalną. Wywodził się z linii konstrukcyjnej od modelu J 11 z 1915 roku. Własne silniki Junkersa (Jumo) były też lepsze od przestarzałych Daimler D IIIa oraz BMW IIIa. Egzemplarze Junkersa przebudowane na wodnosamoloty cieszyły się powodzeniem w radzieckiej flocie morskiej na Morzu Północnym, Czarnym, czy w lotach polarnych. Używano ich tam najdłużej, ponieważ do ok. 1933 roku. Angażowano je także do lotów łącznikowych i kurierskich.